# Денисенко Геннадій Петрович
Геннадій Петрович Денисенко (нар. 26 серпня 1946, Краснодар, РРФСР) — російський радянський футболіст, захисник та півзахисник. 

## Життєпис
Вихованець групи підготовки при краснодарській «Кубані». З 1964 по 1966 рік виступав за дублюючий склад «кубанців». У 1967 році провів 4 матчі за першу команду «Кубані». Сезон 1968 року розпочав у колективі класу «Б» «Хімік» (Невинномиськ). Але по ходу сезону 1968 року перебрався до ставропольського «Динамо», де за півтора сезони взяв участь у 26 матчах команди.
У 1970 році перебрався в донецький «Шахтар», в складі якого дебютував у Вищій лізі СРСР, де провів за два сезони 12 матчів. У сезоні 1972 року зіграв у 26 поєдинках та став срібним призером Першої ліги. Паралельно з цим грав в оренді в стахановському «Шахтарі». У сезоні 1973 року виступав вже виключно в стахаівському «Шахтарі». У 1974 році знову виступав за «Кубань», за яку провів 2 матчі. Окрім цього, зіграв у складі «жовто-зелених» 1 матч у Кубку СРСР. 1978 року підсилив друголігову «Енергію» (Братськ). У 1979 році став гравцем новоствореного «Вуглевика» з Екібастуза, у футболці якого й завершив кар'єру гравця.

## Досягнення
«Шахтар» (Донецьк)
- Перша ліга СРСР
  -  Срібний призер (1): 1972 (вихід у Вищу лігу)

## По завершенні кар'єри
У 2000-х роках працював адміністратором у клубі «Краснодар-2000».